# Beata longipes
Beata longipes är en spindelart som först beskrevs av Pickard-Cambridge F. 1901.  Beata longipes ingår i släktet Beata och familjen hoppspindlar. Inga underarter finns listade.